# شبکه وکلای بین‌المللی
شبکه وکلای بین‌المللی AEA، که قبلاً با عنوان انجمن وکلای اروپایی شناخته می‌شد، یک شبکه بین‌المللی از دفاتر واقع در سراسر جهان است. AEA تمام ۱۹۳ کشور عضو سازمان ملل را به همراه یک ناظر سازمان ملل (فلسطین) و دو غیر عضو سازمان ملل (تایوان و کوزوو) را در بر می‌گیرد.

## کنگره
همه اعضای انجمن هر ساله در یک کنگره تشکیل جلسه می‌دهند. تاکنون ۱۰ کنگره بین‌المللی برگزار شده‌است. اولین کنگره بین‌المللی در سپتامبر ۲۰۰۵ در مادرید برگزار شد. دومین کنگره در سال ۲۰۰۶ در پاریس برگزار شد. سومین کنگره در می ۲۰۰۸ در مادرید بود. چهارمین مورد در ماه مه ۲۰۰۹ در برلین بود. پنجمین کنگره در ماه مه ۲۰۱۰ در رم بود. ششمین کنگره در ژوئن سال ۲۰۱۱ در استانبول برگزار شد. هفتمین کنگره در ماه مه ۲۰۱۲ در سن پترزبورگ بود. هشتمین بار در ماه مه ۲۰۱۳ در مکزیک بود. نهم در اکتبر ۲۰۱۳ در آمستردام بود. دهمین سالگرد کنگره در ۲۱ و ۲۲ مه ۲۰۱۴ در آتن برگزار شد. کنگره بعدی در لیسبون در ۲۸ و ۲۹ مه ۲۰۱۵ برگزار شد.
در طول کنگره قبلی محل برگزاری جشن به صورت دموکراتیک تعیین می‌شود. کشورهایی که مایل به برگزاری کنگره هستند، با استفاده از فیلم، عکس و پیشنهادهای ویژه دربارهٔ کنگره خود، یک نمایشگاه عمومی را برای ارائه دفتر خود ارائه می‌دهند. در آخرین رای‌گیری که در مه ۲۰۱۴ در آتن برگزار شد، لیسبون، اورشلیم، پراگ، رباط و ویکتوریا فالز به عنوان کاندیداها معرفی شدند. فینالیست‌ها لیسبون و اورشلیم بودند که لیسبون برنده نهایی شد، بنابراین آنها کنگره ۲۰۱۵ را برگزار می‌کنند. رأی‌گیری بعدی برای کنگره سال ۲۰۱۶ در لیسبون در ماه مه ۲۰۱۵ برگزار می‌شود.

## دفاتر
امروزه AEA از ۲٫۴۳۵ دفاتر تشکیل می‌شود. در آلمان و فرانسه و ایالات متحده حضور دارد. در اسپانیا نیز حضور قدرتمندی دارد و عملاً تمام مراکز با مارک AEA تحت پوشش قرار دارند و مشغول کار هستند.

## سازمان دموکراتیک
AEA یک ساختار کاملاً دموکراتیک دارد. رئیس و سایر اعضای هیئت مدیره از طریق آرای اعضا  انتخاب می‌شوند. رأی‌گیری هر ساله در کنگره برگزار می‌شود هیئت مدیره توسط شش معاون رئیس و هشت عضو دیگر نماینده مناطق مختلف جغرافیایی تشکیل می‌شود.